# وندلا کیرسبوم
وندلا کیرسبوم (به انگلیسی: Vendela Kirsebom) (زاده ۱۲ ژانویهٔ ۱۹۶۷) مدل و بازیگر نروژی-سوئدی است.